# Росбах, Йозеф
Михаэль Йозеф Росбах (нем. Michael Joseph Roßbach; 12 февраля 1842, Вюрцбург, Королевство Бавария, Германская империя — 12 октября 1894, Мюнхен) — немецкий медик, врач-клиницист, фармаколог, педагог, профессор терапевтической клиники в Йене. Доктор медицины (1865).

## Биография
Изучал медицину в университетах Вюрцбурга, Мюнхена, Берлина и Праги, в 1865 году получил докторскую степень. В 1869 году получил квалификацию преподавателя фармакологии в университете Вюрцбурга, где в 1874 году стал адъюнкт-профессором. С 1882 года — профессор специальной патологии и терапии и директор медицинской клиники Йенского университета, преемник Германа Нотнагеля.
В 1892 году оставил преподавательскую деятельность в Йене по состоянию здоровья.
Много работал преимущественно в области фармакологии. Ему принадлежит сочинение о физических способах лечения, вместе с Г. Нотнагелем им написано популярное руководство: «Handbuch der Arzneimittellehre», выдержавшее в подлиннике 7 изданий и переведенное почти на все языки.
Опубликовал "Учебник физических средств"; «Фармакологические исследования» (3 т.); «О секреции слизи», а также многочисленные отдельные работы по клинической медицине, особенно по болезням гортани, а также другие трактаты по физиологии и фармакологии.

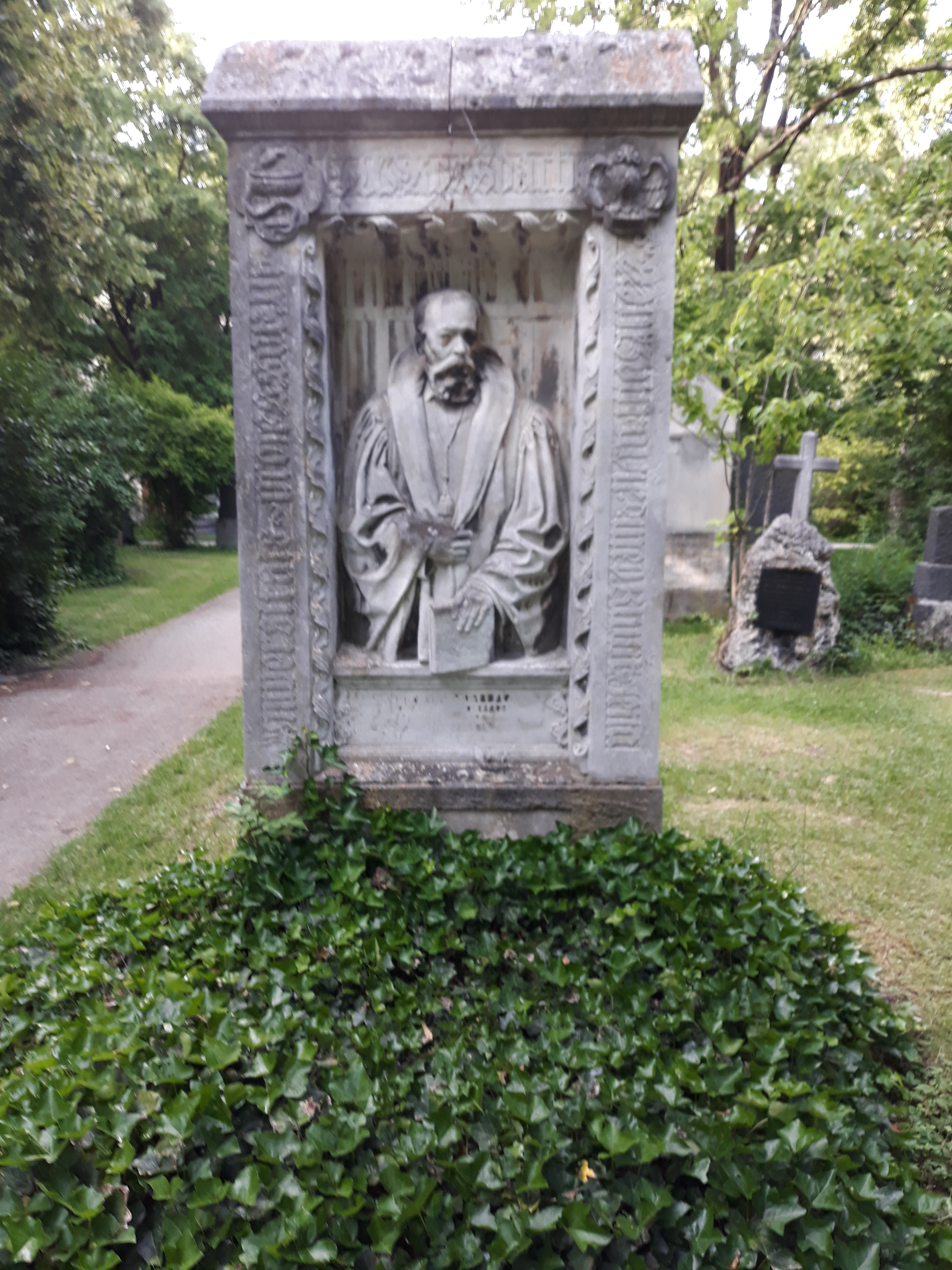
Могила Й. Росбаха на Старом Северном кладбище в Мюнхене

Его именем названа «болезнь Росбаха», желудочное расстройство, более известное как Гиперхлоргидрия.

## Избранные труды
- Physiologie und Pathologie der menschlichen Stimme; auf Grundlage der neuesten akustischen Leistungen, 1869.
- Pharmakologische Untersuchungen, 2 т. 1873-76.
- Lehrbuch der physikalischen Heilmethoden für Aerzte und Studirende, 1882.
- Ueber den gegenwärtigen Stand der internen Therapie und den therapeutischen Unterricht an den deutschen Hochschulen, 1883.